# Ensayo sobre la crítica

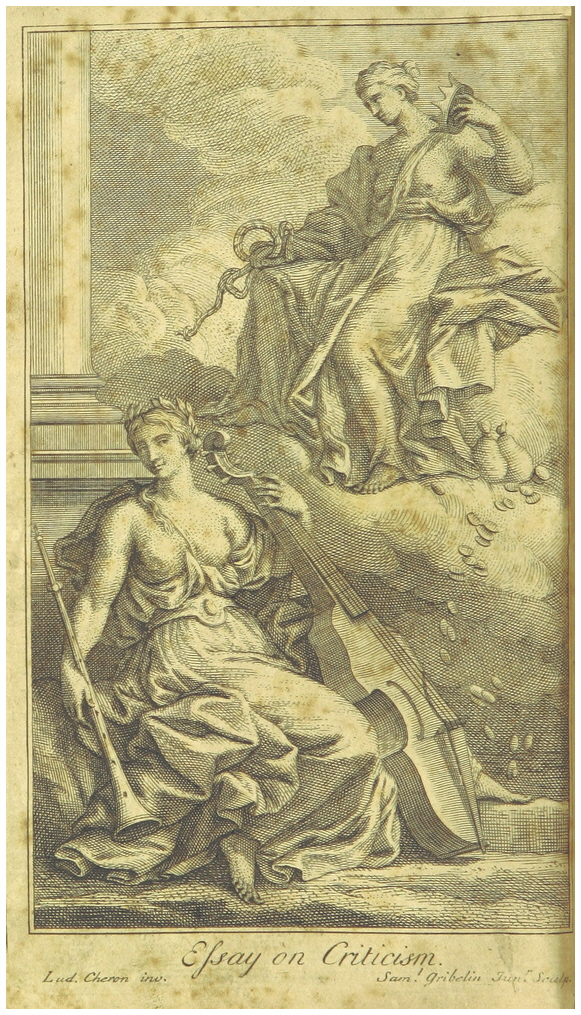
Frontispicio

Ensayo sobre la crítica (en inglés: An Essay on Criticism) es uno de los primeros poemas importantes escritos por el escritor inglés Alexander Pope (1688–1744). Es la fuente de algunos dichos famosos, tales como: "Errar es humano, perdonar es divino", "Un poco de aprendizaje es una cosa peligrosa" (frecuentemente mal citado como "Un poco de conocimiento es una cosa peligrosa") y "Los tontos se apresuran a entrar a donde los ángeles temen andar."

### Composición
Apareció primero en 1711 después de ser escrito en 1709 y queda claro en la correspondencia de Pope que muchas de las ideas del poema ya existían en forma de prosa desde, al menos, 1706. Compuesto en coplas heroicas (pares de lineas rítmicas adyacentes de pentámetro yámbico) y escrito en el modo de sátira de Horacio,  es un ensayo en verso interesado principalmente en cómo los escritores y críticos deben comportarse en el nuevo comercio literario de la edad contemporánea a Pope. El poema cubre una gama de críticas positivas y consejos, y representa muchos de los principales ideales literarios durante la edad de Pope.

### Estructura y Temas
Pope afirma en las coplas de apertura del poema que la crítica destructiva es mas perjudicial que la mala escritura:
Es difícil decir si es más grande la Falta de Talento
que aparece en lo escrito, o en la crítica adversa;
Pero, de los dos, menos peligrosa es la ofensa
que cansa nuestra paciencia que la que engaña nuestros sentidos,
Pocos erran en aquella y muchos en esta;
Diez critican mal por uno que incorrecto escribe;
El tonto a veces se expone a sí mismo,
pero uno en Verso crea muchos más en Prosa... (1–8)
A pesar de los efectos nocivos de la crítica destructiva, la literatura requiere de la crítica constructiva.
Durante el poema, Pope se refiere a escritores antiguos como Virgilio, Homero, Aristóteles, Horacio y Longinus. Esto es un testamento a su creencia que "imitar a los antiguos" es el estándar definitivo para el buen gusto. Pope también dice "La escritura fácil proviene del arte, no de la casualidad, pues mejor se mueve quién ha aprendido a bailar" (362–363), lo que significa que los poetas no nacen, se hacen.
Como es habitual en los poemas de Pope, el ensayo concluye con una referencia a si mismo. William Walsh, el último de los críticos mencionados en el ensayo, era mentor y amigo de Pope quién había fallecido en 1710.
La Parte II de Ensayo sobre la crítica incluye una copla famosa:
Un poco de aprendizaje es una cosa peligrosa;
Empapese profundamente, o no probará del Manantial de las Piérides.
Se refiere al manantial, en las Montañas de Piería en Macedonia, sagrado para las Musas. La primera línea de esta copla es a menudo mal interpretada como "un poco de conocimiento es una cosa peligrosa."
El ensayo también da esta línea famosa (hacia el final de la Parte II):
Errar es humano, perdonar es divino.
La frase "Los tontos se apresuran a entrar a donde los ángeles temen andar" en la Parte III (línea 625) ha devenido en parte del léxico popular en inglés, y ha sido utilizado en varias obras en ese idioma.